# Râpe (outil)
Pour les articles homonymes, voir Râpe.

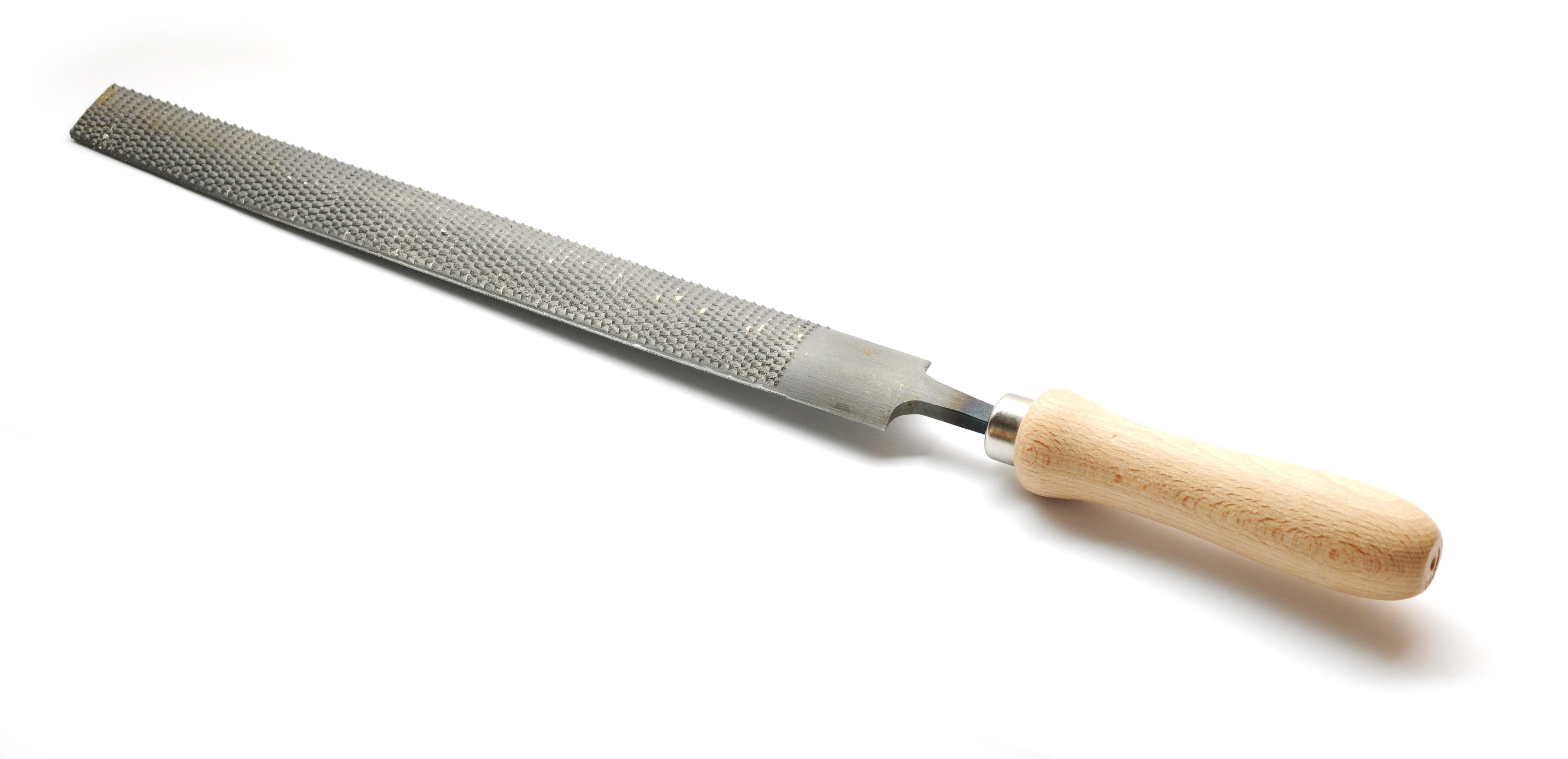
Râpe.

Une râpe (raspe en ancien français) est un outil de menuiserie et d'ébénisterie permettant la taille du bois (comme le rabot, le vastringue ou le racloir) de section généralement plan-convexe ou ronde, de forme allongée et effilée sur sa pointe (et légèrement cintrée pour les râpes plates). La coupe est réalisée pas des milliers de dents qui sont en biais par rapport à l'axe de la râpe. En fonction du côté du décalage de l'axe des dents, on aura une râpe pour gauchers ou une râpe pour droitiers. La râpe à le même usage que le rabot, mais est utilisée pour ébaucher et affiner des formes gauches, tandis que le rabot sera utilisé pour des formes planes et rectilignes. La râpe permet de gros enlèvements de matières tout en préservant l'état de surface du bois (contrairement au ponçage qui enlève peu de matière et blesse le bois). Elle ne doit pas être confondue avec la lime (qui sert à travailler le métal).

## Utilisation[1]
La râpe est le seul outil de taille du bois qui se manipule perpendiculairement au fil du bois et avec la râpe inclinée dans le ses de ses dents (d'où l'importance de travailler avec une râpe de gaucher ou de droitier). La pointe effilée et légèrement cintrée de la râpe permet d'assurer un effort uniforme tout au long de son passage. La râpe de section plan-convexe est appelée "mi-ronde". Son côté plan sert à tailler les pièces convexes tandis que sa partie bombée permet de tailler les pièces concaves.
Les râpes doivent être manipulées (et notamment stockées) avec soin car leurs dents ne sont pas affutables et peuvent s'émousser rapidement en cas de contact avec un autre métal.
Noms dérivés : Râpe de cordonnier, râpe fauteuil, effilée, de tourneur, de tabletier, de plombier.